# Onódy Lajos
Onódy Lajos (1920. március 5. –1996) vendéglátó-ipari vezető, akit 1965-ben sikkasztás, csalás és hűtlen kezelés vádjával – egy sokak által koncepciósnak tartott perben – börtönbüntetésre ítéltek. Az ő büntetőügye körül kirobbant pletykakampány törte derékba Bara Margit színésznő karrierjét.

## Élete
Onódy Lajos 1920-ban született. Tizennyolc éves korától a Ganz gyárban dolgozott, kezdetben segédmunkásként, később villanyszerelőként, majd műszaki tisztviselőként. Aktív labdarúgó volt; a futball révén sikerült elkerülnie azt is, hogy 1941-ben behívják katonai szolgálatra. Kapcsolatba került a kommunista mozgalommal. A nyilas hatalom ideje alatt kommunistákat, dezertőröket és zsidókat mentett. Szerepe volt a Ganz-gyár gépei Németországba hurcolásának elszabotálásában is.
Több budapesti zsidót mentett meg a vészkorszakban azáltal, hogy a férfiaknak igazolást szerzett, hogy a haditermeléshez nélkülözhetetlen munkások, a feleségeket pedig egy barátja wekerletelepi házában bújtatta. 1944 decemberében a Gestapo letartóztatta, és rövidesen halálra is ítélték a svábhegyi Majestic szállodában, de a szovjet csapatok megérkezése miatt az ítéletet már nem hajtották végre. Embermentő tevékenységéért a Jad Vasem a Világ Igaza címmel tüntette ki.
1945-ben ő lett az Extra Cukorka- és Csokoládégyár nagykereskedelmi üzletágának vezetője (a tulajdonos, Ungár Miksa egyike volt az Onódy által megmentett zsidóknak). Az ő feladata volt, hogy a fővárosi édesipari üzemeket ellássa cukorral.
1949 októberében azzal bízták meg, hogy szervezze meg a Büfé Nemzeti Vállalatot, amely 1950. január 1-jén kezdte meg működését: az államosított presszók és büfék üzemeltetését. A vállalat dinamikusan fejlődött, és 1953-ban átalakult Éttermi és Büfé Vállalattá. Ez utóbbi a Belkereskedelmi Minisztérium közvetlen felügyelete alá került, és idővel 380 üzemegységet működtető, 4-5 ezer főt foglalkoztató vállalattá nőtt.
Vendéglátóipari tevékenysége mellett Onódy sportvezetőként is működött: 1953-tól 1955-ig (majd egy év múlva ismét) ő volt az FTC (akkori nevén Budapesti Kinizsi) labdarúgó szakosztályának vezetője. 1973-tól, már nyugdíjasként, szerepe volt a békéscsabai labdarúgócsapat NB I-be jutásában.
Onódy Lajost 1964. október 30-án letartóztatták, majd vádat emeltek ellene sikkasztás, csalás és hűtlen kezelés címén. A bíróság jogerősen hat és fél év börtönbüntetést és 32 ezer forint pénzbüntetést szabott ki rá. Büntetését a szegedi Csillagbörtönben töltötte le. A kiszabott büntetés kétharmadának (négy év négy hónap) letöltése után 1969. február 28-án szabadult ki. A börtönévek alatt az Alföldi Bútorgyárban dolgozott, és itt a belélegzett vegyszerek hatására tüdeje és szeme károsodott, több fogát elvesztette és cukorbeteg is lett.
Szabadulása után hat hétig kórházban volt, majd 49 éves korában nyugdíjazták. Régi ismerőse, Csergő János volt kohó- és gépipari miniszter, aki a hatvanas évek végén a Ganz-MÁVAG vezetője volt, segítségképpen szaktanácsadóként alkalmazta, hogy így egészíthesse ki a rokkantnyugdíját. Onódy a gyár területén egy büfét és egy kisvendéglőt hozott létre, amelynek bevételét a vállalat labdarúgócsapatának támogatására fordították. 1973-tól a Békés Megyei Szolgáltató és Termelő Szövetkezet tanácsadója lett. 1980-ban hagyott fel az aktív munkával. Feltalálóként a nevéhez fűződik a kupakos sörnyitó szabadalma és (másokkal együtt) a Medaqua fürdősó is.
Rehabilitációját már 1976-ban kérte, de akkor elutasították, azonban 1980-ban az Elnöki Tanács kegyelemmel mentesítette a büntetett előélethez fűződő hátrányok alól. A rendszerváltás után sem sikerült elérnie, hogy pere koncepciós voltát mondja ki a bíróság, bár a Magyar Szocialista Párt mint az állampárt jogutódja, 1990-ben kimondta, hogy Onódynak a pártból való kizárása „koncepciós jellegű volt”.
Onódy Lajos 1996 februárjában, 76 évesen hunyt el.

## Büntetőügye
Onódy Lajost 1964. október 30-án letartóztatták, majd három hónapos nyomozás után 1965. február 1-jén vádat emeltek ellene sikkasztás, csalás és hűtlen kezelés vádjával. A nyilvános tárgyalás február 22-én kezdődött a Fővárosi Bíróságon, és március 20-án Onódyt hét és fél év börtönre ítélték. Fellebbezés után a másodfokon eljáró Legfelsőbb Bíróság felmentette a vádlottat a csalás vádja alól, és több másik vádpontban is enyhébben ítélte meg Onódy cselekményeit. A bíróság jogerősen hat és fél év börtönbüntetést és 32 ezer forint pénzbüntetést szabott ki. Polgári peres eljárásban később további 65 ezer forint kártérítés megfizetésére is kötelezték Onódyt, aki az ítélet szerint „kb. 150 ezer” forint értékű kárt okozott, amiből saját haszna 14 715 forint volt. Pártbüntetésként kizárták az MSZMP-ből.
A bírósági eljárással párhuzamosan rosszindulatú pletykakampány kelt lábra az Onódy által szervezett állítólagos orgiákról, ahol a híresztelések szerint a résztvevők szórakoztatásáról „csokoládéval leöntött stewardessek”, „meztelen lányok aszpikban, óriási ezüsttálcákon felszolgálva”, és a kor ünnepelt színésznői gondoskodtak. Az utóbbiak közül különösen súlyosan érintette a vádaskodás Bara Margitot, akinek – dacára annak, hogy nem is ismerte Onódyt – megszakadt az addig ígéretesen felívelő karrierje.

## Sportvezetői tevékenysége
Onódy még focista múltjából ismerte Komoretto Bélát, aki 1953 és 1955 között az FTC (akkori nevén Budapesti Kinizsi) elnöke volt. Komoretto megbízta Onódyt a labdarúgó-szakosztály vezetésével. A Kinizsi ebben az időben az Élelmiszeripari Dolgozók Szakszervezete alá tartozott, és a Ferencváros hagyományos zöld-fehérje helyett piros-fehér mezben játszott. 1955. április 9-én a csapat a Rapid Wien ellen játszott, és Onódy – az enyhülő politikai szigort kihasználva – zöld-fehérben állította pályára a csapatot. Onódyt emiatt feljelentették, és bár Sebes Gusztáv szövetségi kapitány védelmébe vette, eltávolították a labdarúgó-szakosztály éléről. Egy évvel később azonban, Gáspár Sándornak, a SZOT elnökének utasítására visszahelyezték pozíciójába, és néhány héttel később, 1956. november 1-jén a Ferencváros is visszanyerte eredeti nevét és színeit.
Két évtizeddel később, már a börtönből való szabadulása után a Békés Megyei Szolgáltató és Termelő Szövetkezet kereskedelmi tanácsadója lett, és ennek kapcsán szerepe volt abban is, hogy a Békéscsaba az NB I-be jutott, és ott sikerrel szerepelt.

## Kitüntetései
Onódy számos elismerésben részesült vállalatvezetői munkájáért és a zsidók megmentéséért.
- Szocialista Munkáért Érdemérem (1958, 1960)
- A Belkereskedelem Kiváló Dolgozója (1953, 1959)
- A Szovjet Kereskedelem Kiváló Dolgozója (1960)
- Világ Igaza (1995)